# Florentin-la-Capelle
Florentin-la-Capelle (okzitanisch: Florentinh) ist ein Ort und eine südfranzösische Gemeinde mit 281 Einwohnern (Stand: 1. Januar 2022) im Département Aveyron in der Region Okzitanien. Sie gehört zum Arrondissement Rodez und zum Kanton Aubrac et Carladez. Die Einwohner werden Florentinois genannt.

## Lage
Florentin-la-Capelle liegt etwa 43 Kilometer nordnordöstlich von Rodez. Das Gemeindegebiet gehört zum Regionalen Naturpark Aubrac. Umgeben wird Florentin-la-Capelle von den Nachbargemeinden Entraygues-sur-Truyère im Westen und Norden, Campouriez im Norden, Saint-Amans-des-Cots im Nordosten, Montpeyroux im Osten, Le Nayrac im Süden sowie Golinhac im Südwesten.

## Bevölkerungsentwicklung
| Jahr                       | 1962 | 1968 | 1975 | 1982 | 1990 | 1999 | 2006 | 2019 |
| Einwohner                  | 663  | 532  | 468  | 434  | 401  | 373  | 331  | 282  |
| Quellen: Cassini und INSEE |      |      |      |      |      |      |      |      |

## Sehenswürdigkeiten
- Kirche Saint-Laurent in Florentin aus dem 15. Jahrhundert
- Kirche Saint-Pierre in La Capelle aus dem 15. Jahrhundert
- Schloss Neuvéglise
- Reste des Schlosses von Montcausson

|  |  |